# Nørre Farimagsgade
Nørre Farimagsgade er en gade i Indre By i København, der går fra Gyldenløvesgade til Gothersgade. Gaden ligger i forlængelse af henholdsvis Vester Farimagsgade og Øster Farimagsgade
Farimagsgaderne ligger på området udenfor Københavns volde, der blev opgivet i 1850'erne. Vejforløbet kendes dog siden 1600-tallet. I en Københavnsbeskrivelse fra ca. 1790 kaldes den for Farimagsveyen, mens der på et kort fra 1860 skelnes mellem Øster og Vester Farimagsvei. De nuværende navne blev indført i 1875. Navnet kommer af udtrykket "far i mag", kør langsomt, hvilket kan sigte til, at vejen var i dårlig stand.

## Bygninger og omgivelser
På den østlige side ligger gaden langs med Ørstedsparken mellem Gyldenløvesgade og Ahlefeldtsgade. Den 6,5 hektar store park blev anlagt i 1876-1879 på en del af det gamle voldterræn. Parken blev fredet i 1963 og står stort set, som da den blev anlagt. Parken er opkaldt efter fysikeren H.C. Ørsted og hans bror politikeren A.S. Ørsted..
På resten af den østlige side og næsten hele den vestlige ligger der traditionelle etageejendomme. Undtagelsen der bekræfter reglen er Det Kongelige Vajsenhus i nr. 51. Vajsenhuset åbnede oprindeligt i 1727 på Nytorv. I 1875 flyttede den til sin nuværende placering, og i dag er den privat grundskole. Skolen har retten til at udgive Den Danske Salmebog, og overskuddet går til fripladser til en del af skolens elever.